# 55-та паралель південної широти
55-та паралель південної широти — лінія широти, що лежить на 55 градусів південніше земної екваторіальної площини. Вона проходить через Атлантичний океан, Індійський океан, Тихий океан та Південну Америку.
На цій широті під час літнього сонцестояння сонце видно 17 годин 22 хвилини, а під час зимового сонцестояння — 7 годин 10 хвилин.
.

## Список географічних об'єктів, що перетинає 55° пд. ш.
Починаючи з Гринвіцького меридіану та рухаючись на схід, 55-та паралель південної широти проходить через:
| Координати                                                  | Країна, територія або море | Примітки |
| ----------------------------------------------------------- | -------------------------- | --- |
| 55°0′ пд. ш. 0°0′ сх. д. / 55.000° пд. ш. 0.000° сх. д.     | Атлантичний океан          | Проходить південніше острова Буве, Норвегія |
| 55°0′ пд. ш. 20°0′ сх. д. / 55.000° пд. ш. 20.000° сх. д.   | Індійський океан           | |
| 55°0′ пд. ш. 147°0′ сх. д. / 55.000° пд. ш. 147.000° сх. д. | Тихий океан                | Проходить південніше острова Маккуорі, Австралія Проходить північніше острівців Бішоп і Клерк[en], Австралія                                                    |
| 55°0′ пд. ш. 71°14′ зх. д. / 55.000° пд. ш. 71.233° зх. д.  | Чилі                       | Магальянес — проходить через острови Гілберт[fr], Лондондеррі[en], Лондон[en], Томпсон, Гордон[en], Осте, Наваріно та Піктон[es]                                |
| 55°0′ пд. ш. 67°0′ зх. д. / 55.000° пд. ш. 67.000° зх. д.   | Протока Бігля              | |
| 55°0′ пд. ш. 66°42′ зх. д. / 55.000° пд. ш. 66.700° зх. д.  | Аргентина                  | Вогняна Земля — проходить через Вогняну Землю |
| 55°0′ пд. ш. 66°23′ зх. д. / 55.000° пд. ш. 66.383° зх. д.  | Атлантичний океан          | Проходить південніше острова Естадос, Аргентина Проходить південніше Південної Джорджії, Південна Джорджія та Південні Сандвічеві Острови (претендує Аргентина) |